# Island Ring Road
La Island Ring Road (in italiano lett. "strada circolare dell'isola") è la principale strada carrabile e una delle più importanti arterie di trasporto dell'isola-stato di Nauru.

## Caratteristiche
La strada corre parallela alla costa dell'isola (di cui descrive il periplo), è totalmente pianeggiante, asfaltata, presenta due corsie con senso di marcia a sinistra ed è lunga 17 km. Per percorrerla tutta in autovettura si impiegano 30 minuti.
La strada attraversa financo il raccordo tra la pista e il terminal dell'aeroporto di Nauru, il che obbliga a bloccare il traffico veicolare allorché vi è un velivolo in manovra. Allo scopo ospita l'unico semaforo dell'isola.

## Tracciato
La strada attraversa tutti i distretti di Nauru, fatto salvo quello di Buada, che è posto nell'entroterra. Serve l'aeroporto, le miniere di fosfato, gli stadi Denig Stadium e Linkbelt Oval, il porto di Aiwo, la centrale elettrica, l'hotel OD-N-Aiwo, la basilica, il quartiere cinese, i due ospedali, la stazione meteorologica, il palazzo del Parlamento e quelli del Governo, il collegio Kayser, la laguna di Anabar, il pozzo Moqua, la baia di Anibare e il relativo porto, l'hotel Menen, la prigione, la tipografia nazionale e il centro delle telecomunicazioni.
Nel distretto di Aiwo, la Island Ring Road presenta una diramazione che la collega con la laguna di Buada e le miniere di fosfato.

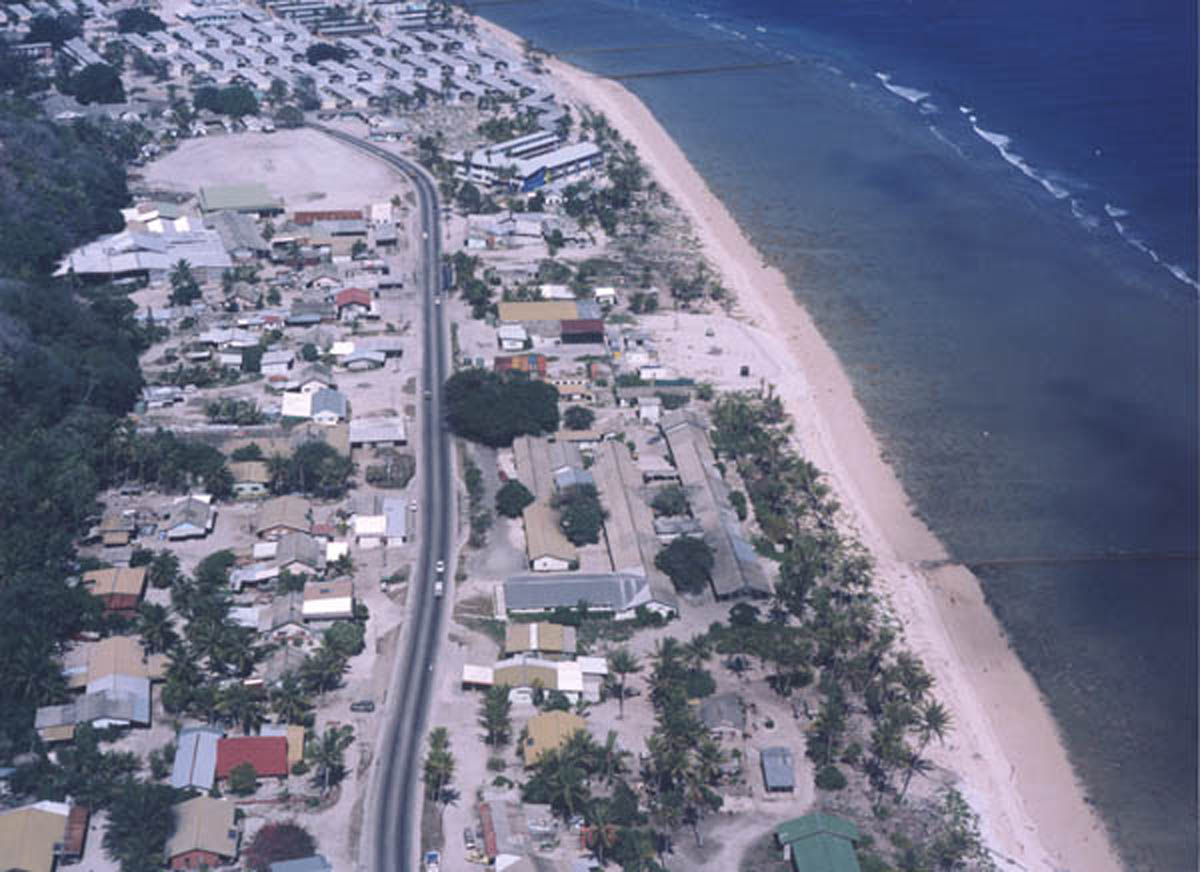
Vista aerea della costa nei pressi di Denigomodu e Nibok. La Island Ring Road è visibile al centro.

## Storia

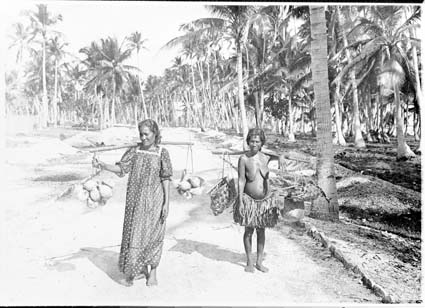
Due Nauruani sulla Island Ring Road nel 1916.

La strada fu aperta a fine 1800 dai coloni tedeschi che a quel tempo occupavano l'isola, dietro finanziamento del fondo d'investimento Jaluit Gesellschaft, essenzialmente per facilitare il trasporto dei fosfati, anche se ben presto fu adibita anche a via di comunicazione per il traffico civile.
Negli anni 1970, poco dopo l'indipendenza nauruana, la strada fu sistemata, ampliata e il suo percorso fu leggermente modificato per consentire l'allungamento della pista dell'aeroporto.